# Momento (tempo)

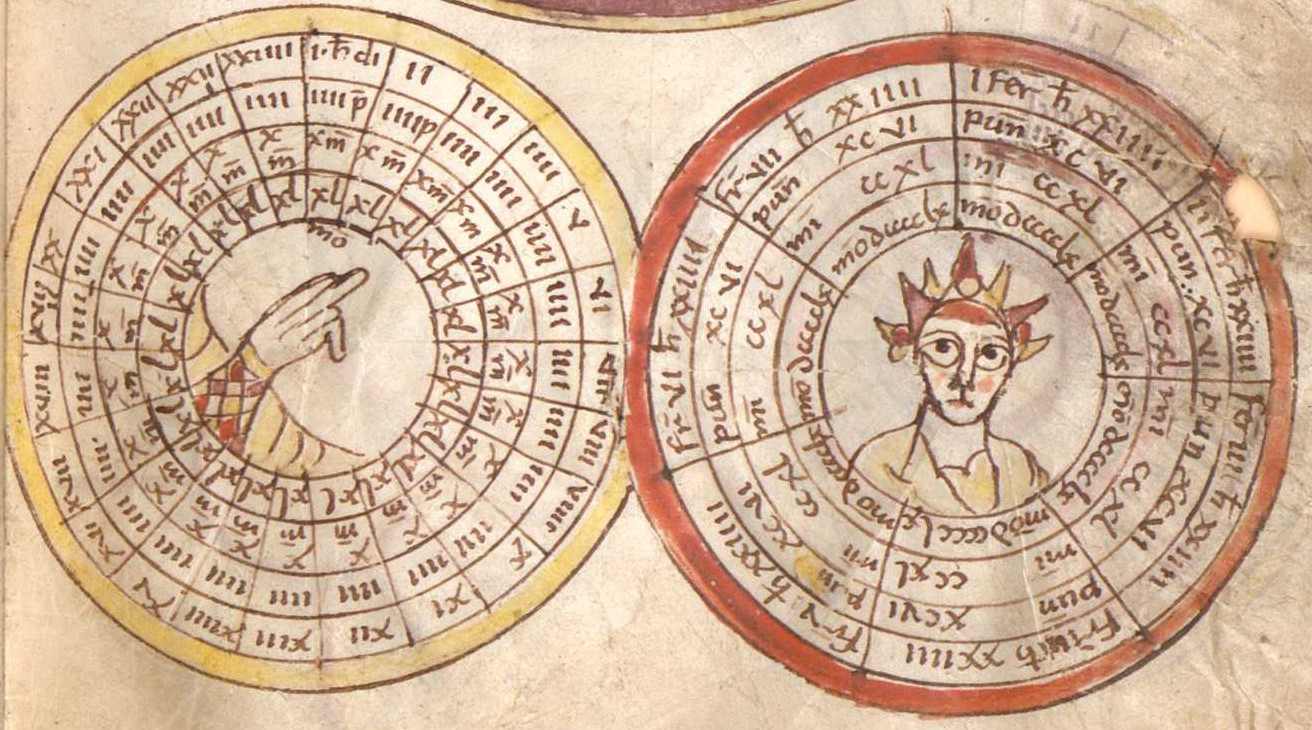
Dois diagramas circulares que mostram a divisão do dia e da semana, de uma ms. Carolíngia. (Clm 14456, fol. 71r) da Abadia de Santo Emmeram. O dia é dividido em 24 horas, e cada hora em 4
puncta, 10 minuta, ou 40 momenta. Da mesma forma, a semana é dividida em sete dias e cada dia em 96 puncta, 240 minuta, ou 960 momenta.

Um momento (latim: momentum, «movimento»)? era uma unidade de tempo medieval. O movimento de uma sombra em um relógio de sol cobria 40 minutos em uma hora solar. Uma hora neste caso significa um décimo segundo do período entre o nascer e o pôr do sol. O comprimento de uma hora solar dependia do comprimento do dia, que por sua vez variava com a estação, então a duração de um momento em segundos modernos não foi estabelecida corretamente, mas, em média, um momento correspondia a 90 segundos. Um dia foi dividido em 24 horas de comprimentos iguais e desiguais, sendo o primeiro chamado natural ou equinocial, e o último artificial. A hora foi dividida em quatro puncta (quintas horas), de dez minuta ou 40 momenta.
A unidade foi usada por computistas medievais antes da introdução do relógio mecânico e do sistema base 60 no final do século XIII. A unidade não teria sido usada no cotidiano das pessoas. Para os homólogos medievais, o marcador principal da passagem do tempo foi o chamado à oração em intervalos ao longo do dia. A referência mais antiga que temos sobre o momento são os escritos do século VIII do Venerável Beda que descreve o sistema como 1 hora = 4 pontos = 5 pontos lunares = 10 minutos = 15 partes = 40 momentos. Beda foi referenciado cinco séculos depois por Bartolomeu da Inglaterra em sua enciclopédia inicial De Proprietatibus Rerum ("Sobre as Propriedades das Coisas"), bem como Roger Bacon quando o momento foi subdividido em 12 onças de 47 átomos cada um, embora nenhuma dessas divisões nunca tenham sido usadas na observação com equipamentos em uso do tempo.